# I Really Like You
I Really Like You is een nummer van de Canadese zangeres Carly Rae Jepsen uit 2015. Het is de eerste single van haar derde studioalbum Emotion.
Het nummer werd in veel landen een hit. In Jepsens thuisland Canada behaalde het de 14e positie. In de Nederlandse Top 40 kwam het een plekje hoger, en in de Vlaamse Ultratop 50 haalde het de 13e positie.